# Distretto di Kumphawapi
Il distretto di Kumphawapi (in thailandese: กุมภวาปี) è un distretto (amphoe) della Thailandia, situato nella provincia di Udon Thani.
| Controllo di autorità | VIAF (EN) 136189553 · LCCN (EN) n93001748 · J9U (EN, HE) 987007535307205171 |